# Горбунов, Роман Сергеевич (1996)
Роман Сергеевич Горбунов (бел. Раман Сяргеевіч Гарбуноў; род. 14 ноября 1996, Саров, Нижегородская область, Россия) — белорусско-российский хоккейный нападающий, выступающий за «Автомобилист» в КХЛ. Игрок национальной сборной Беларуси.

## Биография
Родился 14 ноября 1996 года в городе Саров. Там же Горбунов и начинал свою хоккейную карьеру: является воспитанником хоккейного клуба «Саров».
Сезон 2013/2014 начал в молодёжной команде родного клуба «Ракета», после чего в этом же сезоне перешёл в клуб МХЛ «Чайка». За клуб из Нижнего Новгорода хоккеист выступал до 2016 года, после чего продолжил карьеру в этой же лиге, но уже за родной «Саров». В 2018 году Горбунов принял решение о переходе в солигорский «Шахтёр», который выступает в белорусской экстралиге. В своём первом сезоне на профессиональном уровне Роман за 55 матчей регулярного чемпионата забросил 17 шайб и отдал 22 результативные передачи, а в плей-офф за 17 игр поразил ворота соперников 5 раз и отдал 13 голевых передач. В том сезоне команда заняла третье место, а Горбунов стал лучшим бомбардиром всего плей-офф. В сезоне 2019/2020 перешёл в ХК «Рубин» в ВХЛ. С 2020 года выступает за минское «Динамо» в КХЛ. В 2022 году получил белорусское гражданство.
В сезоне-2024/25 Горбунов провел 69 матчей в КХЛ за минское «Динамо» и набрал 41 (18+23) очко с учетом плей-офф. 31 мая 2025 года истек срок контракта игрока с «Динамо», после чего он получил статус неограниченно свободного агента и право перейти в любой клуб КХЛ без компенсации. Помимо Горбунова, в список вошли еще 8 хоккеистов минского «Динамо». 
5 июня 2025 года перешел в «Автомобилист» из Екатеринбурга, заключив трехлетний контракт. С зарплатой 55 миллионов российских рублей (около $700 тысяч долларов в год) Горбунов стал самым высокооплачиваемым белорусским игроком в КХЛ. 

## Личная жизнь
Женат на Алёне Горбуновой. В апреле 2022 года у пары родился сын.